# 古柳井水道
古柳井水道（こやないすいどう）はかつて山口県熊毛郡の室津半島の付け根付近にあったとされる水道・海峡。柳井古水道・古熊毛水道ともいう。

## 概要
熊毛郡域は、瀬戸内海に突き出した室津半島と同郡田布施町・平生町・上関町・柳井市域を中心とする地域である。室津半島基部の現在、田布施・平生・柳井の市街地が広がる平野部は、古代には陸化しておらず、内海が入り込み半島は本州と分離して島であったと推定されている。古柳井水道は柳井湾から山陽本線に沿うように田布施町の城南地区へ湾曲し、平生湾に至っていたと推定されている。

## 古柳井水道と熊毛王国
古墳時代にあたる3世紀末から7世紀頃にかけて、古柳井水道推定地周囲の石城山や室津半島沿岸などには、国森古墳や白鳥古墳など、有力な地域首長の存在を示す古墳が複数築造されたが、現在この首長勢力が「熊毛王国」と表現されることがある。
この勢力は古柳井水道での海運を掌握して利を得ていたと考えられ、当時の同水道は瀬戸内海の東西を繋ぎ、畿内から九州・朝鮮半島・中国への物流経路の要衝であり、当地域の制海権は「熊毛王国」に大きく貢献したと考えられている。

## 古柳井水道の閉鎖
田布施・平生・柳井の平野部が形成され水道が閉塞した時期は不明だが、古墳時代後期や平安時代の中期から後期の間等、諸説ある。736年（天平8年）に派遣された遣新羅使一行が、室津半島を南に迂回し、上関海峡を通過して北上、さらに西行する航路をとっている事から、その頃には同水道は機能していなかったとする説もある。